# La Vérité (phim 1960)
La Vérité (dịch nghĩa: "Sự thật") là một phim điện ảnh Pháp-Ý của đạo diễn Henri-Georges Clouzot. Phim được công chiếu tại Pháp vào tháng 11 năm 1960 và tại Ý vào tháng 1 năm 1961.

## Nội dung
Phim dựa trên câu chuyện có thật về nữ sát thủ Pauline Dubuisson - người giết chết vị hôn phu cũ của mình là Félix Bailly.
La Vérité lấy bối cảnh là phiên tòa xử cô gái trẻ Dominique Marceau can tội giết Gilbert Tellier - bạn trai cũ của cô. Xen kẽ giữa các cảnh ở tòa là những đoạn thuật lại quá khứ trước khi hành vi phạm tội diễn ra.
Dominique Marceau là một cô gái trẻ tuổi có ngoại hình thu hút, bị đuổi học và có lối sống phóng túng. Từ quê nhà Rennes lên Paris hoa lệ cùng cô em gái Annie, Dominique sớm lao vào các cuộc vui chốn quán xá và làm quen cùng nhiều người bạn mới. Một hôm Dominique vô tình gặp Gilbert Tellier - một sinh viên trường nhạc - khi anh đến nơi hai chị em trọ. Họ dần dần yêu nhau sau những lần đi chơi. Điều này khiến Annie rất tức giận do cô cảm mến Gilbert từ trước. Trong thời gian sau đó Gilbert và Dominique thường gặp nhau, và Gilbert cầu hôn cô. Dominique từ chối với lý do cô chưa sẵn sàng. Giữa hai người dần xuất hiện hố ngăn cách do có sự xung đột về thái độ đối với tình dục. Trong khi Gilbert là một người theo quan niệm truyền thống và có thái độ chiếm hữu trong tình yêu thì Dominique có quan điểm tự do, xem tình dục và tình yêu là khác nhau. Trong một lần nọ, Gilbert đã mắng Dominique, xem cô là kẻ phản bội do có quan hệ với người đàn ông khác.
Sau khi chia tay, Gilbert dần gặt hái thành công trong sự nghiệp nhạc trưởng trong khi Dominique sống đắm mình trong các cuộc vui chơi và thậm chí chấp nhận qua đêm cùng những người đàn ông khác để có tiền sinh sống. Tuy vậy, trong thâm tâm cô biết mình chỉ yêu Gilbert. Trong khi đó, Gilbert đính hôn với Annie. Trong một buổi tối, Dominique tìm đến và xin anh quay lại. Gilbert lợi dụng thân xác Dominique và ngay sáng hôm sau anh hối thúc cô ra khỏi nơi anh trọ. Chìm đắm trong buồn chán, Dominique chuẩn bị súng để tự sát. Cô tìm đến nhà Gilbert để dọa chết trước mặt anh nhưng anh đã thốt ra những lời lẽ xúc phạm thách thức Dominique khiến cô không làm chủ được mình và bắn chết anh bằng nhiều phát đạn. Sau đó, Dominique vào nhà và tháo dây bình gas để tự sát nhưng không thành do những người khác đã phát hiện sự việc.
Tại phiên tòa, phía công tố viên liên tục cáo buộc bị cáo Dominique bằng những lời lẽ nặng nề, trong khi luật sư cố gắng bào chữa cho cô. Cuối phim, cô vẫn khẳng định mình yêu Gilbert và phản bác những người buộc tội mình. Sau khi bị đưa trở lại phòng giam chờ phán quyết, Dominique viết lá thư bày tỏ sự hối lỗi và rạch tay tự sát.

## Phân vai
| - Brigitte Bardot trong vai Dominique Marceau - Sami Frey trong vai Gilbert Tellier - Charles Vanel trong vai ông Guérin: công tố viên - Paul Meurisse trong vai ông Eparvier: luật sư bào chữa cho Dominique - Louis Seigner trong vai chủ tọa tòa đại hình - Marie-José Nat trong vai Annie Marceau: em gái Dominique - René Blancard trong vai tổng công tố viên - Jean-Loup Reynold trong vai Michel Delaunay: bạn của Dominique - André Oumansky trong vai Ludovic Toussaint: chủ quán "Spoutnik" - Jacques Perrin trong vai Jérôme Lamy: bạn của Michel Delaunay - Claude Berri trong vai Georges: bạn của Michel Delaunay | - Jacqueline Porel trong vai người trợ lý của công tố viên Guérin - Colette Régis trong vai bà chủ nhà trọ của Gilbert - Fernand Ledoux trong vai bác sĩ De Gérard: nhà nghiên cứu bệnh học - Christian Lude trong vai ông Marceau: cha của Dominique - Suzy Willy trong vai bà Marceau: mẹ của Dominique - Jackie Sardou trong vai bà Gaubert: người gác cửa ở tòa nhà nơi Gilbert thuê trọ ... |

## Nhận xét
Bộ phim rực rỡ, đầy ắp những hiệu ứng về hình ảnh và âm thanh, và trong đó, Brigitte Bardot được nhìn nhận, một thời vận thực sự cho Clouzot.— Jeander, Libération, 4 tháng 11 năm 1960

Một kịch bản mà cấu trúc là một mô hình của sự khéo léo, một sự dàn cảnh mà không còn có những ngẫu nhiên, một sự diễn xuất được chỉ đạo bởi bàn tay của một người thầy: đó là những gì chúng ta thấy Sự thật.— Jean de Baroncelli, Le Monde, 5 tháng 11 năm 1960

Điều đó có ở tác phẩm của Clouzot, hương vị quyến rũ của vẻ đẹp bị tan vỡ, những biểu hiện của nỗi thống khổ, đạt đến sự đau đớn, đã tìm thấy kết quả của nó trong Sự thật, bộ phim tốt nhất của ông.— France Roche, France Soir, 5 tháng 11 năm 1960

Những gì tôi thích thú trong Sự thật, (...) đó là cuộc hội ngộ bổ ích cho một đạo diễn dàn dựng thực thụ và với một sự lạ của điện ảnh (...)— R.T., Positif, số 38, tháng 3 năm 1961

Nhưng trên hết, đối với tôi bộ phim này đánh dấu một bước ngoặt trong nghiệp diễn xuất của diễn viên.— Fabienne Babe, Cahiers du Cinéma, ấn phẩm đặc biệt số 17, tháng 11 năm 1993

## Thông tin thêm
Thời gian sau khi La Vérité công chiếu, Brigitte Bardot cũng từng cố tự sát và có quan hệ tình ái với Sami Frey, tương tự như nhân vật Dominique Marceau trong phim.

## Giải thưởng và đề cử
- Đoạt giải "Giải thưởng lớn của điện ảnh Pháp" ("Grand prix du cinéma français") năm 1960.[7]
- Đề cử giải "Phim nước ngoài hay nhất" của Hiệp hội báo chí nước ngoài ở Hollywood năm 1960.[8]
- Đề cử giải Oscar lần thứ 33 cho hạng mục "Phim tiếng nước ngoài hay nhất" năm 1961.[9]